# César Rwagasana
César Rwagasana bei den Paralympischen Spielen 2000

Link zum Bild

César Rwagasana (* 20. Jahrhundert) ist ein ruandischer Orthopädietechniker, der im Jahr 2000 als Schwimmer und erster Ruander an den Paralympischen Spielen teilnahm.
Rwagasana war Soldat für die Ruandische Patriotische Front. Während des Völkermords von 1994 verlor er im Alter von 26 Jahren einen seiner Unterschenkel. Nach seiner Verletzung absolvierte er eine Ausbildung zum Orthopädietechniker und setzte sich für andere Behinderte ein. Er ließ sich weiter in einem orthopädischen Zentrum in Japan und anschließend in zwei Einrichtungen in Belgien ausbilden. Um armen Menschen in Ruanda, die sich oft keine Prothesen leisten konnten, diese zu ermöglichen, wurde in Kigali mit Unterstützung von Handicap International und Action Damien der Verein Afrique en Marche gegründet. Mit seiner Kollegin Wendy Olsen sammelte Rwagasana für diesen in Belgien gebrauchte, aber noch funktionsfähige Prothesen. Sie starteten weitere Projekte, um unter anderem Erwerbsmöglichkeiten für Behinderte zu schaffen.
Rwagasana nahm im Jahr 2000 in Sydney als erster Ruander an den Paralympics teil. Er trat im 50-Meter-Freistil in der Startklasse S10 an und landete in seiner Gruppe mit einer Zeit von 42,39 Sekunden auf dem letzten Platz, konnte jedoch seine persönliche Bestzeit deutlich verbessern.